# Fritz Dungs
Gunther Friedrich "Fritz" Dungs (1915-1977) fue un botánico orquideólogo, y profesor germano-brasileño. En 1975 publica, con Guido Frederico João Pabst (1914-1980), Orchidaceae Brasiliensis (Ed. Brücke-Verlag Schmersow, Hildesheim ISBN 3-87105-019-9).
Realizó además de expediciones botánicas por Brasil, a Alemania.

## Honores

### Eponimia
Género
- (Orchidaceae) Dungsia Chiron & V.P.Castro[2]

Especies
- (Bromeliaceae) Neoregelia dungsiana E.Pereira[3]

- (Orchidaceae) Yolanda dungsii (Pabst) Brieger[4]

- La abreviatura «Dungs» se emplea para indicar a Fritz Dungs como autoridad en la descripción y clasificación científica de los vegetales.[5]